# Thiago Gosling
Thiago Pimentel Gosling (Belo Horizonte, 25 de abril de 1979), ou simplesmente Thiago Gosling, é um ex-futebolista brasileiro, zagueiro do Cruzeiro. Já jogou no Fluminense, no Flamengo e no Genoa da Itália.

## Carreira
Thiago já nasceu com tradição futebolística no sangue, pois tanto seu avô, Wilson Gosling, quanto seu pai, Clercio Gosling, possuíam uma história no futebol mineiro.
O avô de Thiago, Wilson Gosling, fora um apaixonado pelo América-MG, tendo sido o presidente deste clube durante muitos anos. Seu pai, por sua vez, jogara futebol no Atlético-MG ao lado de grandes talentos como René Santana.
Na adolescência, Thiago tentara a prática de outros esportes, como BMX (montain-bike), mas depois acabou seguindo o caminho mais lógico e entrou no futsal do Olímpico Clube.
Do futsal, seguiu para o futebol de campo nas categorias de base do Atlético-MG e, em seguida, foi parar no Uberlândia.
Campeão mineiro do Módulo B pelo Uberlândia, em 1999, Thiago mudou-se para o América-MG no ano seguinte. Em 2001, veio a conquista do Campeonato Mineiro, atuando pelo América-MG. Um ano mais tarde, trocou o América-MG pelo Cruzeiro.
Ficou somente dois anos no Cruzeiro, todavia, foram nesses anos em que Gosling ganhou o maior número dos títulos que hoje possui, incluindo mais dois Campeonatos Estaduais, a Copa Sul-Minas, a Copa do Brasil e o Campeonato Brasileiro.
Em 2004, deixou o Cruzeiro e foi jogar no exterior, aonde passou a defender o Genoa, clube pequeno da Italia. O zagueiro brasileiro foi muito bem recebido pelos italianos, contudo, seu clube viu-se envolvido em um esquema de compra de resultados, que resultou no rebaixamento para a 3ª Divisão.
Thiago, então, retornou ao Brasil em 2006, jogando pelo Fluminense. Oscilou bons e maus momentos no tricolor carioca, principalmente por conta de contusões que o deixaram afastado dos campos em boa parte daquele ano. Um ano mais tarde, mudou-se para o outro clube do Rio, o Flamengo.
Dispensado do Flamengo, em meados de 2007, Thiago somente voltou a assinar contrato com um clube no início de 2008, quando voltou a vestir a camisa do Cruzeiro.
Hoje Thiago é jogador do Atlético-MG no torneio do Campeonato Brasileiro de Showbol.

## Títulos
América-MG
- Campeonato Mineiro: 2001

Cruzeiro
- Campeonato Mineiro: 2002, 2003, 2008
- Copa Sul-Minas: 2002
- Copa do Brasil: 2003
- Campeonato Brasileiro: 2003

Flamengo
- Campeonato Carioca: 2007
- Taça Guanabara: 2007